# Windows Forms

To API jest częścią .NET Framework 3.0

Windows Forms – otwartoźródłowy framework umożliwiający tworzenie graficznych aplikacji w ramach platform Microsoft .NET Framework, otwartoźrodłowej implementacji począwszy od .NET Core oraz projektu Mono, umożliwiającego natywny dostęp do elementów interfejsu graficznego Microsoft Windows.

## Historia i przyszłość
Pierwotnie Windows Forms to powstały wcześnie sposób na łatwe tworzenie i wdrażanie aplikacji zawierających graficzny interfejs użytkownika w ramach platformy .NET Framework. Wraz z powstaniem platformy .NET Core, framework przedł na model otwartoźródłowego oprogramowania oraz umożliwia działanie zgodnie z platformami nowszymi niż .NET Framework.
Następcą frameworka jest silnik Windows Presentation Foundation, oparty na XAML.